# Znowu miałam ten sam sen
Znowu miałam ten sam sen (jap. また、同じ夢を見ていた Mata, onaji yume o mite ita) – powieść napisana przez Yoru Sumino z ilustracjami autorstwa loundraw. Na jej podstawie powstała manga zilustrowana przez Izumi Kiriharę, która ukazywała się w magazynie „Gekkan Action” wydawnictwa Futabasha od września 2017 do sierpnia 2018.
W Polsce prawa do dystrybucji mangi nabyło wydawnictwo Kotori.

## Powieść
Powieść napisana przez Yoru Sumino z ilustracjami autorstwa loundraw ukazała się 19 lutego 2016 nakładem wydawnictwa Futabasha.

## Manga
Na podstawie powieści powstała manga zilustrowana przez Izumi Kiriharę, która ukazywała się w magazynie „Gekkan Action” od 23 września 2017 do 25 sierpnia 2018. Wydawnictwo Futabasha zebrało ją w 3 tankōbonach, wydanych między 12 marca a 12 września 2018.
4 sierpnia 2023 wydawnictwo Kotori zapowiedziało wydanie mangi w Polsce, premiera zaś odbyła się 27 października tego samego roku.
| Nr | Język japoński   | Język japoński         | Język polski         | Język polski           |
| Nr | Data wydania     | ISBN                   | Data wydania         | ISBN                   |
| -- | ---------------- | ---------------------- | -------------------- | ---------------------- |
| 1  | 12 marca 2018    | ISBN 978-4-57-585118-2 | 27 października 2023 | ISBN 978-83-67386-73-9 |
| 2  | 12 lipca 2018    | ISBN 978-4-57-585184-7 | 15 grudnia 2023      | ISBN 979-83-67386-83-8 |
| 3  | 12 września 2018 | ISBN 978-4-57-585216-5 | 14 lutego 2024       | ISBN 978-83-67386-88-3 |

## Odbiór
Demelza z Anime UK News pochwaliła powieść, nazywając ją „wciągającą lekturą od początku do końca”.
Rebecca Silverman z Anime News Network pochwaliła adaptację mangową zarówno za fabułę, jak i postacie, nazywając ją jednak czasami nieco przewidywalną. Danica Davidson z Otaku USA poleciła serię, stwierdzając, że jest „starannie nakreślona i dobrze napisana”.
Manga została nominowana do nagrody Eisnera za najlepsze amerykańskie wydanie materiału międzynarodowego – Azja w 2021 roku.